# Zygmunt Smogorzewski
Zygmunt Smogorzewski (ur. 12 października 1884 w Poniewieżu, zm. 9 listopada 1931 we Lwowie) – polski arabista i orientalista, dyplomata, profesor Uniwersytetu Jana Kazimierza we Lwowie.

## Życiorys
Syn Bronisława Smogorzewskiego. Odbył studia z zakresu filologii arabsko-persko-turecko-tatarskiej. Od 1912 był wicekonsulem Rosji carskiej w Algierze, w 1919 pracował w ambasadzie rosyjskiej w Paryżu jako szef referatu ds. Kaukazu. Tam nawiązał kontakt z Ignacym Janem Paderewskim. Został dyplomatą II Rzeczypospolitej. W 1920 w czasie wojny polsko-bolszewickiej był radcą polskiej misji specjalnej na Kaukaz Południowy w Baku. Został tam aresztowany przez bolszewików i osadzony w więzieniu Butyrki. W wyniku deportacji znalazł się w Polsce w 1921. Od 1921 do 1923 był radcą Poselstwa Polskiego w Bagdadzie, potem pracował jako kurier dyplomatyczny MSZ.
Po odejściu z dyplomacji w 1924 został pracownikiem naukowym Wydziału Humanistycznego Uniwersytetu Jana Kazimierza we Lwowie. Został pracownikiem i kierownikiem Katedry Języków i Historii Wschodu UJK, a także kierownikiem Katedry Kultury Bliskiego Wschodu na UJK, którą zamknięto po jego śmierci. W 1931 został wybrany dziekanem Wydziału Humanistycznego UJK, jednak nie przyjął stanowiska z uwagi na stan zdrowia.
Współzałożyciel (wraz z Janem Czekanowskim i Andrzejem Gawrońskim) 28 maja 1922 r. Polskiego Towarzystwa Orientalistycznego. Podjął badania językoznawcze w krajach Maghrebu, pierwszą wyprawę odbył w 1913 r., jednak prawdziwy rozgłos przyniosły mu ekspedycje przeprowadzone już w czasie II Rzeczypospolitej. 
Spadkobiercą prawnym profesora został jego brat Stanisław, a jego kuratorem w sprawie spadkowej prof. Stefan Stasiak.

## Odznaczenia
- Order Świętego Sawy
- Order Korony Rumunii

## Pisma (wybór)
- Źródła abadyckie do historji islamu, 1926[5]